# Медаль Лиакат
Медаль Лиакат (Медаль «За заслуги», тур. Liyakat Madalyası) — награда Османской империи. Учреждена султаном Абдул-Хамидом II в 1890 году. Вручалась за военные и гражданские заслуги. Медалью награждали и иностранцев. В годы Первой мировой войны некоторое число немецких военных были награждены этой медалью. Медаль передавалась по наследству.
Медаль «За заслуги» была в двух классах (золотая и серебряная). Изначально награда вручалась только мужчинам — как местным подданным, так и иностранцам за военные и гражданские заслуги перед Османской империей. В 1905 статут медали был изменён и ею могли награждаться женщины за благотворительную деятельность, работу на благо мечетей и школ, а также прочие заслуги перед обществом.